# Buio Omega
Buio Omega è un film del 1979, diretto da Joe D'Amato.
Considerato uno degli horror italiani più splatter di sempre, alla sua uscita fu molto criticato per le sue scene eccessive e non ebbe molto successo. In tempi recenti è stato però rivalutato dalle riviste di genere come Nocturno e Amarcord, ed è oggi considerato un cult movie dagli amanti del genere horror. Il soggetto del film è ispirato a Il terzo occhio, diretto da Mino Guerrini nel 1966.
Fu riedito nel 1987 col titolo In quella casa - Buio Omega.

## Trama
Francesco è un imbalsamatore orfano dei genitori e vive in una villa insieme alla governante, Iris. Questa vorrebbe sposare Francesco e per riuscirvi paga una fattucchiera perché lanci un rito vudù contro Anna, la sua fidanzata, che in seguito muore.
Il carattere di Francesco, distrutto dal dolore, cambia a poco a poco, fino alla decisione d'imbalsamare il corpo dell'amata per tenerla sempre accanto a sé. Si reca così dapprima all'obitorio, per cominciare il processo d'imbalsamazione del cadavere: un impiegato lo vede armeggiare con una siringa riempita di liquido. La sera stessa Francesco si reca al cimitero alla tomba di Anna, apre la bara e ne carica il corpo sul suo furgone.
Sulla strada che porta alla villa, Francesco vede un'autostoppista, che però ignora. Poco dopo s'accorge di avere forato e, dopo avere cambiato la ruota, s'accorge che l'autostoppista s'è accomodata nel veicolo, così la porta con sé alla sua villa.  Giuntovi, Francesco inizia la procedura d'imbalsamazione. Il corpo di Anna viene disteso su un tavolo e sezionato accuratamente: vengono tolti tutti gli organi interni, il sangue viene aspirato dalle narici, il cervello viene estratto insieme al cuore e all'intestino. Francesco, ormai impazzito, prende il cuore della ragazza tra le mani e lo morde.

Una scena del film.

L’autostoppista, che s'era addormentata sul furgoncino di Francesco, si sveglia, entra nella stanza e grida per l'orrore. La ragazza assale Francesco, sconvolta, e lo graffia in faccia. Il ragazzo riesce ad afferrarla e le strappa le unghie della mano con l'ausilio d'una grossa tenaglia, quindi la soffoca. Iris, che ha assistito a tutta la scena, aiuta Francesco a sbarazzarsi del corpo: i due fanno letteralmente a pezzi la ragazza a colpi di mannaia. Le parti del corpo vengono quindi gettate in una vasca colma d'acido. Iris si premura di pulire tutte le tracce di sangue, quindi i due s'allontanano dalla stanza, ed è qui che il cranio semi-corroso della ragazza riemerge dalla vasca all'improvviso. Iris seppellisce i resti della ragazza nel giardino.

Il cranio dell'autostoppista riemerge dalla vasca da bagno piena di acido

I due tornano quindi alla villa e Iris prepara da mangiare a Francesco, che si sente male e vomita. Iris lo consola e lo masturba.
Francesco esce a fare footing e sulla strada incontra una ragazza che s'è slogata una caviglia. La porta alla villa, la cura e quindi la porta nella stanza da letto per fare sesso. Nel letto però c'è anche il corpo imbalsamato di Anna: quando la ragazza se ne accorge inizia a gridare terrorizzata. Francesco, tentando di tappare la bocca alla ragazza, viene morso sulla mano. L’uomo a sua volta la morde sul collo, uccidendola. Iris l'aiuta nuovamente a sbarazzarsi del cadavere: i due gettano il corpo in un forno, ma s'accorgono che è ancora viva. La ragazza muore così arsa viva. 
Iris confessa a Francesco d'amarlo, gli chiede di sposarla e di sbarazzarsi del cadavere di Anna. Francesco acconsente al matrimonio, ma le dice che Anna resterà per sempre in quella villa.
Intanto la polizia indaga sulla scomparsa della ragazza e perquisisce la villa. Iris s'accorge d'una scarpa da tennis dimenticata in una stanza e la nasconde. Successivamente, nella villa si tiene una festa per celebrare il fidanzamento tra Iris e Francesco, che dà ulteriori segni di pazzia. Mentre imperversa la festa, infatti, si reca nella stanza da letto e inizia a parlare col corpo di Anna.
Intanto l'investigatore (che non è altri che un impresario di pompe funebri) continua a perquisire la villa, approfittando d'un momento d'ubriachezza d'Iris e trova il corpo di Anna in un armadio. Francesco esce dalla villa e incontra una ragazza in un locale e la porta alla villa, ma proprio in quel momento arriva la sorella di Anna, Teodora, che è identica a lei. Francesco crede sia proprio Anna e rimane sconvolto. Iris fa accomodare Teodora e la lascia da sola in una stanza. Le luci della camera si spengono e una voce spaventa Teodora, che inizia a vagare per la casa buia. Entrata in un'altra stanza, la donna vede il cadavere imbalsamato della sorella e Iris che le viene incontro con un coltello e cade priva di sensi.
Francesco interviene per difendere Teodora e ingaggia una lunga lotta con Iris: con un morso Francesco le strappa un lembo di carne dalla faccia e poi la uccide piantandole il coltello nel petto, ma durante la lotta Iris gli strappa un occhio. Francesco, seppure ferito gravemente, riesce a portare via Teodora ancora svenuta tra le sue braccia. L'impresario di pompe funebri giunge nella stanza e trova il cadavere d'Iris. Dirigendosi poi nel laboratorio di Francesco, trova quest'ultimo davanti a un forno acceso. Francesco, ormai agonizzante, si dirige verso di lui e muore. L'impresario scopre allora un cadavere sul tavolo da imbalsamazione: credendo che sia il corpo di Anna lo porta via e avvisa il parroco del paese del ritrovamento, spiegando di essere stato contattato da alcuni malviventi che avevano trafugato il cadavere in cambio d'un riscatto che lui ha pagato. In realtà sta mentendo, forse per mettere a tacere tutta la faccenda o solo per pietà verso Francesco.
Nel finale si scopre che la donna che sta per essere sepolta non è Anna ma Teodora, che urlando balza improvvisamente fuori dalla bara mentre questa sta per essere chiusa.

### Produzione
Le riprese iniziarono nel giugno 1979 e durarono due settimane. Il film fu girato a Bressanone e a Campo Tures.
Il babbuino bianco su cui lavora Francesco era un vero esemplare vivo e vegeto, che veniva regolarmente addormentato da un veterinario prima di ogni ripresa. L'attrice Franca Stoppi fece molte pressioni, da animalista convinta, affinché non gli venisse fatto alcun male.
Quella che Iris mangia in modo frettoloso non era vera carne, bensì carne di soia poiché l'attrice era vegetariana.

### Cast
La parte del protagonista fu affidata a Kieran Canter, che divenne in seguito un attore pornografico. Il doppio ruolo di Anna e Teodora fu invece interpretato da Cinzia Monreale, che in seguito prese parte a molti film di Lucio Fulci. Franca Stoppi proveniva dal teatro e sostituì all'ultimo momento un'altra attrice.

### Colonna sonora
Le musiche del film, realizzate dai Goblin, saranno in seguito riprese nelle colonne sonore dei film Contamination (Luigi Cozzi) e Virus (Bruno Mattei e Claudio Fragasso) entrambi del 1980.

## Distribuzione
La prima proiezione pubblica del film avvenne il 15 novembre 1979.

### Censura
Il film ottenne il visto dalla censura il 24 ottobre 1979, e fu tagliata la sequenza in cui Canter addenta il cuore della Monreale. Fu bandito in molti paesi, ed è un film controverso ancora oggi in buona parte del mondo.
Buio Omega si vide in versione integrale per la prima volta in Italia grazie a una videocassetta della Lamberto Forni; in seguito la next video produsse anche il DVD, sempre in versione integrale.

### Titoli di distribuzione
Il film uscì negli Stati Uniti come Beyond the Darkness, in Germania Ovest come Sado - Stoß das Tor zur Hölle auf e in Francia come Blue Holocaust.

## Accoglienza

### Incassi
Buio Omega ha incassato un totale di 153,7 milioni di lire italiane.

### Critica
Per la rivista Nocturno il film è «una storia d'amore velata di un triste e deprimente erotismo, e come tutte le grandi storie d'amore fa necessariamente i conti con la morte. Anzi con la Morte».
Per il sito Cinecultnews.it si tratta di «un film capostipite velato da una profonda e macabra tristezza per una vicenda surreale contaminata da scene splatter veramente d'effetto e iperrealistiche, dove l'amore morboso si mescola inesorabilmente con la morte».